# Film Cafe
Film Cafe (dawniej pod nazwami: Wizja Le Cinema, Le Cinema, Europa Europa, Zone Europa i CBS Europa) – polskojęzyczny kanał filmowy należący do CBS AMC Networks UK Channels Partnership, joint venture przedsiębiorstw Paramount Global i AMC Networks International – UK. Prezentuje głównie kino amerykańskie, ale w ofercie zdarzają się także produkcje europejskie. Jest dostępny na platformach cyfrowych i w sieciach kablowych. 1 maja 2014 roku kanał przeszedł nadawanie w formacie 16:9. Od 1 października 2015 roku nadaje w wersji HD.

## Historia
Kanał kilkakrotnie zmieniał nazwy: będąc obecny na wyłączność na platformie Wizja TV i sieci kablowej UPC (do 2000 PTK), nosił nazwę Wizja Le Cinema. Po fuzji tej platformy z Cyfrą+ nie wszedł w skład nowej oferty i zmienił nazwę na Le Cinema. W 2003 roku otrzymał nowe logo i nazwę - Europa Europa. W 2006 zmieniono nazwę na Zone Europa, co wynikało z ujednolicenia nazw kanałów przez ZoneMedia.
1 sierpnia 2012 roku spółka Chellomedia ogłosiła rebranding wszystkich europejskich kanałów spod marki Zone na markę CBS. Z tego względu 3 grudnia tego samego roku kanał otrzymał nazwę CBS Europa. W czerwcu 2024 roku poinformowano o zmianie nazwy z CBS Europa na Film Cafe. Nową nazwę wprowadzono 21 sierpnia 2024.
| Data wprowadzenia | Nazwa           |
| 15 marca 1999     | Wizja Le Cinema |
| 1 marca 2002      | Le Cinema       |
| 19 kwietnia 2003  | Europa Europa   |
| 27 czerwca 2006   | Zone Europa     |
| 3 grudnia 2012    | CBS Europa      |
| 21 sierpnia 2024  | Film Cafe       |

Od 2004 roku kanał był przeznaczony również na rynek węgierski. Jednak 1 maja 2009 roku z powodu braku popularności wśród reklamodawców został wycofany z tego kraju. Obecnie nadaje wyłącznie polska wersja kanału.
W 2024 roku kanał filmowy CBS Europa zmienił swoją nazwę. Właściciel stacji – AMC Networks International – poinformował, że od 21 sierpnia widzowie ujrzą na telewizorach nowe logo Film Cafe. Zmiana ma lepiej komunikować propozycję programową, a także pozwolić dotrzeć do nowych odbiorców. Nie zakłada ona jednak żadnych głębokich modyfikacji, które dotyczyłyby charakteru emitowanych programów i całej stacji. Nadal będzie to kanał filmowy, na którym widzowie każdego dnia otrzymują propozycje obejrzenia popularnych produkcji z udziałem gwiazd Hollywood.